# Hammarland
Hammarland este o comună din Finlanda.